# Unione Sportiva Adriese 1979-1980
Questa voce raccoglie le informazioni riguardanti l'Unione Sportiva Adriese nelle competizioni ufficiali della stagione 1979-1980.

## Rosa
| N. |                   | Ruolo | Calciatore         |
| -- | ----------------- | ----- | ------------------ |
|    | Italia (bandiera) | C     | Maurizio Cavallaro |
|    | Italia (bandiera) | D     | Piergiorgio Drezza |
|    | Italia (bandiera) | C     | Rosaldo Federici   |
|    | Italia (bandiera) |       | Fiore              |
|    | Italia (bandiera) | D     | Fabio Garbin       |
|    | Italia (bandiera) | D     | Giuseppe Idolazzi  |
|    | Italia (bandiera) | C     | Paolo Innocenti    |
|    | Italia (bandiera) | C     | Dario Lazzarin     |
|    | Italia (bandiera) | C     | Fabrizio Leonetti  |
|    | Italia (bandiera) | P     | Dario Londei       |
|    | Italia (bandiera) | D     | Mauro Marchetti    |
|    | Italia (bandiera) | A     | Fabio Marchini     |

| N. |                   | Ruolo | Calciatore         |
| -- | ----------------- | ----- | ------------------ |
|    | Italia (bandiera) | C     | Marco Montagnoli   |
|    | Italia (bandiera) | D     | Luigi Pasetti      |
|    | Italia (bandiera) | P     | Riccardo Pavan     |
|    | Italia (bandiera) | C     | Claudio Piemonte   |
|    | Italia (bandiera) | D     | Corrado Rodighiero |
|    | Italia (bandiera) | P     | Fabio Romani       |
|    | Italia (bandiera) | C     | Leonardo Sarto     |
|    | Italia (bandiera) | C     | Roberto Schugur    |
|    | Italia (bandiera) | A     | Cesare Soncini     |
|    | Italia (bandiera) | A     | Massimo Toffano    |
|    | Italia (bandiera) | A     | Diego Tumiatti     |